# هنري دبليو. غودارد
هنري دبليو. غودارد (بالإنجليزية: Henry W. Goddard)‏ هو محامي وقاضي أمريكي، ولد في 4 مايو 1876 في نيويورك في الولايات المتحدة، وتوفي في 26 يوليو 1955 في كونيتيكت في الولايات المتحدة.